# Quốc hội Áo
Quốc hội Áo (tiếng Đức: Parlament Österreich) là cơ quan lập pháp lưỡng viện liên bang của Áo, gồm Viện Quốc dân và Viện Liên bang. Hai viện có thể họp liên tịch thành Quốc hội Liên bang. Tòa nhà Quốc hội là trụ sở Quốc hội tại Viên.